# Кашина Монталбано (Алесандрија)
Кашина Монталбано је насеље у Италији у округу Алесандрија, региону Пијемонт.
Према процени из 2011. у насељу је живело 19 становника. Насеље се налази на надморској висини од 237 м.